# Valdemar Holbøll
Valdemar Kragh Holbøll, född 14 december 1871, död 19 juni 1954, var en dansk ämbetsman.
Valdemar Holbøll avlade juristexamen 1896, inträdde i kultusministeriet 1898, blev fullmäktig där 1909 och kontorschef 1914. Holbøll blev kontorschef i kyrkoministeriet 1916, departementschef i undervisningsministeriet 1921, var departementschef i kyrkoministeriet 1923–1942 och var 1942–1945 kyrkominister i Erik Scavenius regering. Holbøll, som på biskoparnas begäran kvarstod en tid efter att han uppnått pensionsålder, deltog verksamt i den kyrkliga administrationen utöver departementsarbetet. Från 1909 var han lektor vid Pastoralseminariet och från 1928 ordförande i kyrkopolitiska utskottet.